# Direct inward system access
Le direct inward system access (DISA) (qui peut être traduit, en français, par « accès direct en entrée au système ») est une fonctionnalité que peut posséder un central téléphonique privé PABX/IPBX. Elle  permet à un utilisateur connecté depuis un réseau public et qui se trouve n’importe où dans le monde de bénéficier de tout ou partie des fonctionnalités du PABX. L'utilisateur peut ainsi laisser un message vocal ou entreprendre une communication téléphonique à faible coût via le réseau interne de son entreprise où qu'il soit. L'utilisation de cette fonctionnalité présente des risques potentiels évidents d'intrusion dans le réseau privé et nécessite donc des mesures de sécurité.